# 27047 Boisvert
27047 Boisvert è un asteroide della fascia principale. Scoperto nel 1998, presenta un'orbita caratterizzata da un semiasse maggiore pari a 2,2409267 UA e da un'eccentricità di 0,1199483, inclinata di 5,76356° rispetto all'eclittica.